# استئصال الدرقية

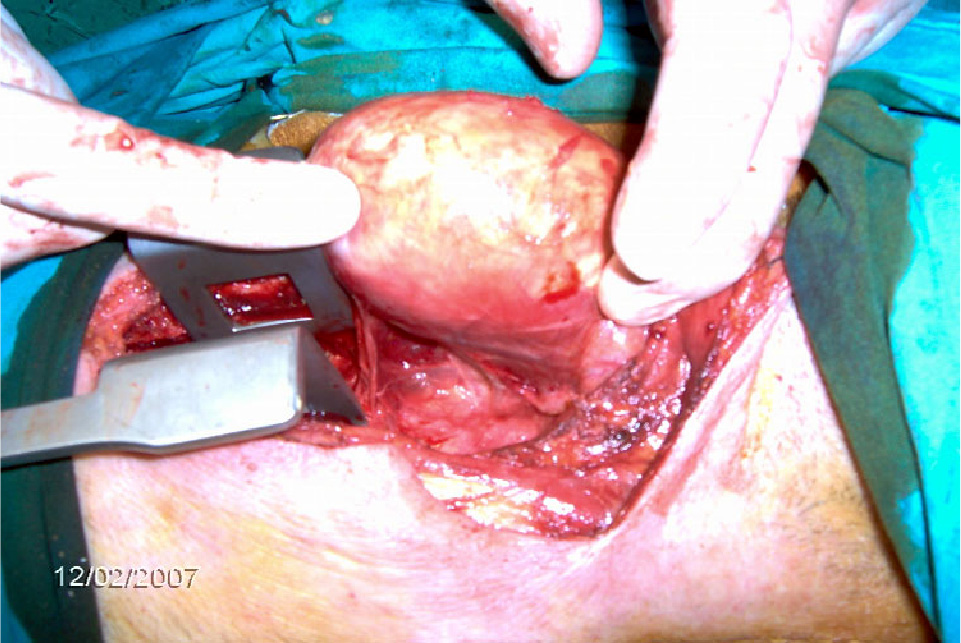
Thyroid lobectomy 01

استئصال الغدة الدرقية هي عملية جراحية تتضمن الاستئصال الجراحي لجميع أجزاء الغدة أو جزء منها. الجراحون غالبا ما يلجئون إلى استئصال الغدة الدرقية عندما يعاني المريض من سرطان الغدة أو بعض حالات للغدة الدرقية (مثل فرط نشاط الغدة الدرقية) أو تضخم الغدة الدرقية. هناك حالات أخرى للجراحة مثل الجراحة التجميلية في حالة (تضخم الغدة الدرقية الموسع جدا)، أو أعراض الانسداد (يسبب صعوبات في البلع أو التنفس). استئصال الغدة الدرقية يتبعه مضاعفات محتملة أو مترتبة بما في ذلك: تغيير مؤقت أو دائم في الصوت، انخفاض مؤقت أو دائم للكالسيوم، والحاجة إلى هرمونات الغدة الدرقية البديلة مدى الحياة، والنزيف، والعدوى، واحتمال بعيد لانسداد مجرى الهواء بسبب شلل الحبال الصوتية. المضاعفات غير شائعة عند إجراء العملية من قبل جراح من ذوي الخبرة.
الغدة الدرقية تُنتج عدة هرمونات، مثل هرمون الغدة الدرقية (T4)، وثلاثي يود الثيرونين (ثلاثي يود الثيرونين)، والكالسيتونين.
بعد إزالة الغدة الدرقية، المرضى عادة ما يأخذون هرمون الغدة الدرقية الاصطناعية المحدد عن طريق الفم - يفوثيروكسين (مارسيل) - لمنع القصور الدرقي.
المتغيرات الأقل حدة نتيجة إزالة الغدة الدرقية مثل:
- استئصال الدرقية الجزئي أو («استئصال الفص من جانب واحد») - إزالة نصف فقط من الغدة الدرقية
- «استئصال البرزخ» - إزالة الرابط بين الأنسجة (أو البرزخ) يربط بين اثنين من فصوص الغدة الدرقية.

مصطلح «استئصال الغدة الدرقية» ينبغي عدم الخلط بينه وبين «بضع الدرقية»، وهو قطع في الغدة الدرقية، وليس إزالة الغدة بالكامل. «بضع الدرقية» يمكن القيام بها للوصول لبضع الحنجرة الوسطية، أو لإجراء عينة من أجل الاختبار. (على الرغم من الناحية الفنية أن الخزعة تنطوي على إزالة بعض الأنسجة، وعلى نحو أكثر تواترا تصنف باعتبارها -بضع- أكثر من مجرد - إزالة- لأن حجم الأنسجة المأخوذة ضئيلة للغاية.)

## التاريخ
الزهراوي، طبيب عربي من القرن العاشر، يُشار إليه أحيانًا باسم «أبو الجراحة»، يُنسب إليه إجراء أول عملية استئصال للغدة الدرقية.

## الاستخدامات
يُستخدم استئصال الغدة الدرقية في علاج:
- سرطان الغدة الدرقية
- عقيدة الغدة الدرقية السامة (تنتج الكثير من هرمون الغدة الدرقية)
- تضخم الغدة الدرقية متعدد العقيدات (تضخم الغدة الدرقية مع العديد من العقيدات)، خاصةً إذا كان هناك ضغط على الهياكل المجاورة
- داء غريفز، خاصة إذا كان هناك جحوظ (جحوظ العينين)
- عقيدة الغدة الدرقية، إذا كانت نتائج الشفط بالإبرة الدقيقة (FNA) غير واضحة[7]

## الأنواع

استئصال كامل للغدة الدرقية

- استئصال الدرقية الجزئي - إزالة البرزخ بأكمله جنبا إلى جنب مع فص واحد. يتم في الأمراض الحميدة فقط في فص واحد.
- استأصال الغدة الدرقية دون التام - يتم في الغدة الدرقية السامة، ابتدائية أو ثانوية، وأيضا لتضخم عقيدات الغدة الدرقية السامة.
- استئصال الغدة الدرقية الجزئي - إزالة الغدة أمام القصبة الهوائية بعد التعبئة. يتم في تضخم العقيدات الدرقية الغير سامة. دورها هو المثير للجدل.
- استئصال شبه كامل للغدة الدرقية - يتم إزالة كل فصوص باستثناء كمية صغيرة من أنسجة الغدة الدرقية (على جانب أو كلا الجانبين) في محيط الحنجرة عند نقطة دخول الاعصاب المتكررة، والغدة المجاورة للدرقية العلوية.
- استئصال كامل للغدة الدرقية - مجموع الغدة الدرقية. تتم في حالات السرطان الحليمي أو الجريبي للغدة الدرقية، سرطان النخاع من الغدة الدرقية.
- عملية هارتلي دنهيل - إزالة فص جانبي واحد كامل مع البرزخ وجزء / شبه كامل من الفص الجانبي المعاكس. يتم في حالة تضخم العقيدات الغير سام.

## البديل
أثبت العلاج البديل باستخدام الموجات فوق الصوتية المركزة عالية الكثافة فعاليته، هذه الطريقة غير جراحية، بدون تخدير عام وفي العيادة الخارجية، تستخدم الحرارة الناتجة عن الموجات فوق الصوتية لتدمير عقيدات الغدة الدرقية بدون جراحة.

## المضاعفات
- قصور الدرقية: في ما يصل إلى 50٪ من المرضى بعد عشر سنوات
- إصابة العصب الحنجري في حوالي 1٪ من المرضى، وبخاصة العصب الحنجري الراجع: نتائج الضرر من جانب واحد تؤدي إلى علة الصوت مبحوح. الضرر الثنائي ويظهر في انسداد الحنجرة بعد الجراحة، ويمكن أن يكون في حالات الطوارئ الجراحية: قد تكون هناك حاجة إلى ثقب القصبة الهوائية في حالات الطوارئ. قد تحدث إصابة العصب الحنجري خلال ربطة من الشريان الدرقي السفلي.
- قصور جارات الدرقية (عابر) في العديد من المرضى، ولكن دائما في حوالي 1-4٪ من المرضى.
- مضاعفات التخدير
- العدوى (في حوالي نسبة 2٪. تصريف السائل هو جزء مهم من العلاج.)
- غرزة حبيبية
- تسربات كيلوسية
- نزف: ورم دموي (وهذا قد يؤدي إلى ضغط مجرى الهواء، لتصبح مهددة للحياة.)
- إزالة أو إزالة التوعية من الغدد المجاورة للدرقية.